# 劉墉 (台灣)
劉墉（1949年2月26日—），原名劉鏞，號夢然。生於臺北市，畫家、作家、教育家 。出版小說散文著作一百餘種，被譯為英、韓、越、泰等國文字發行，作品曾被收錄在兩岸中小學教科書。曾在國父紀念館、國立臺灣博物館、北京畫院、浙江美術館、遼寧省博及美國各地美術館舉行個人畫展。

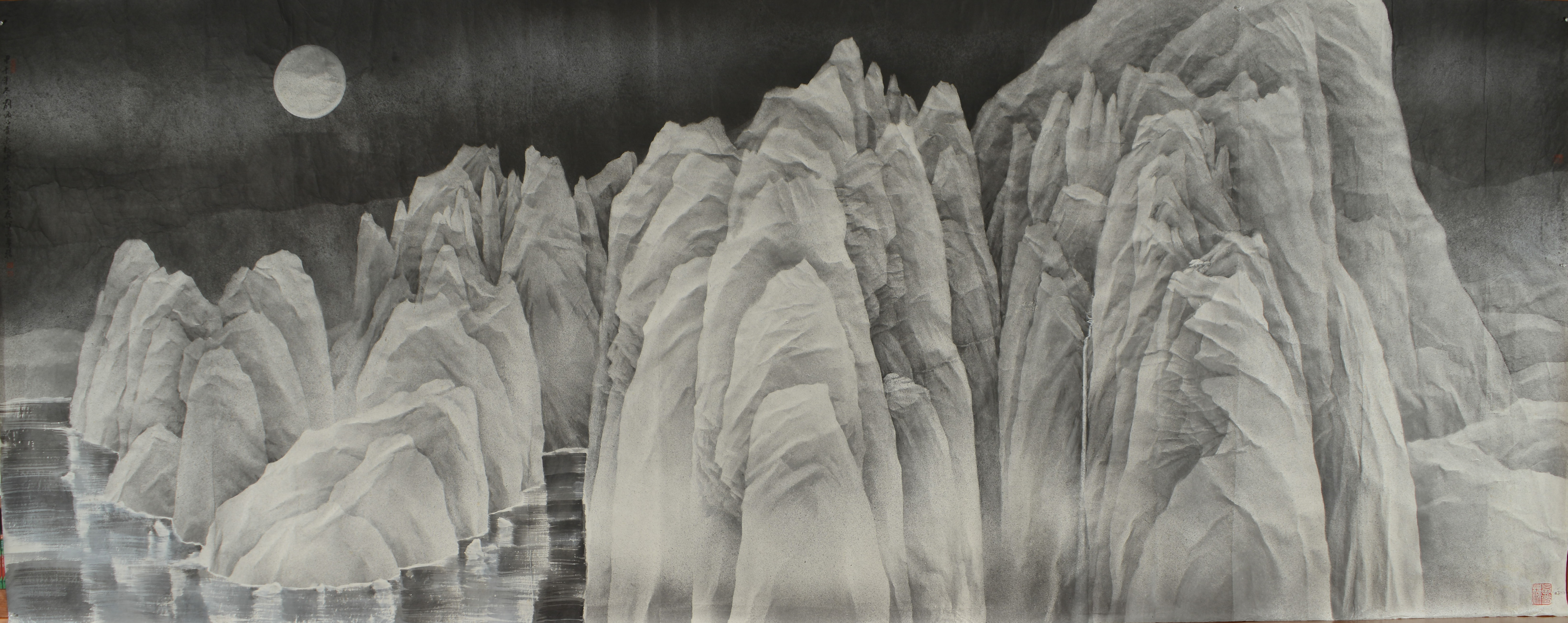
劉墉原創畫作：《雪山月夜》（2014）

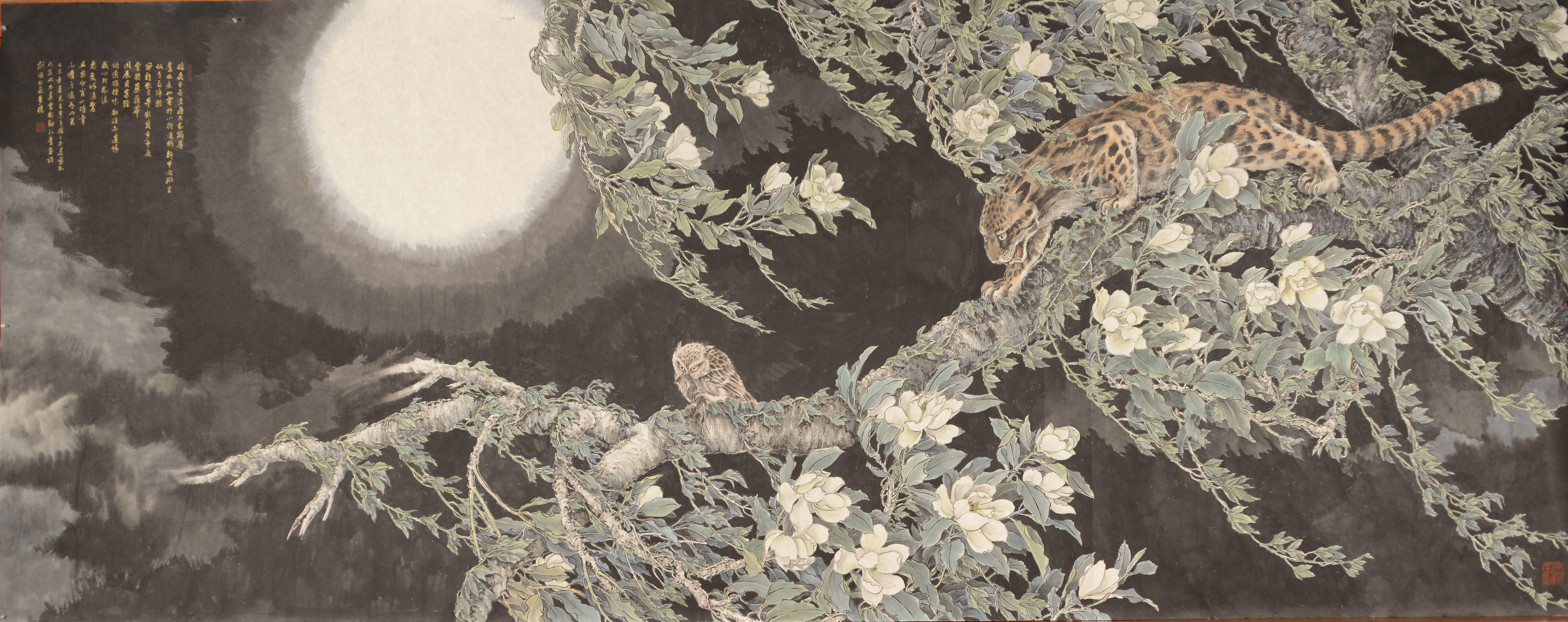
劉墉原創畫作：《月夜潛行》（2015）

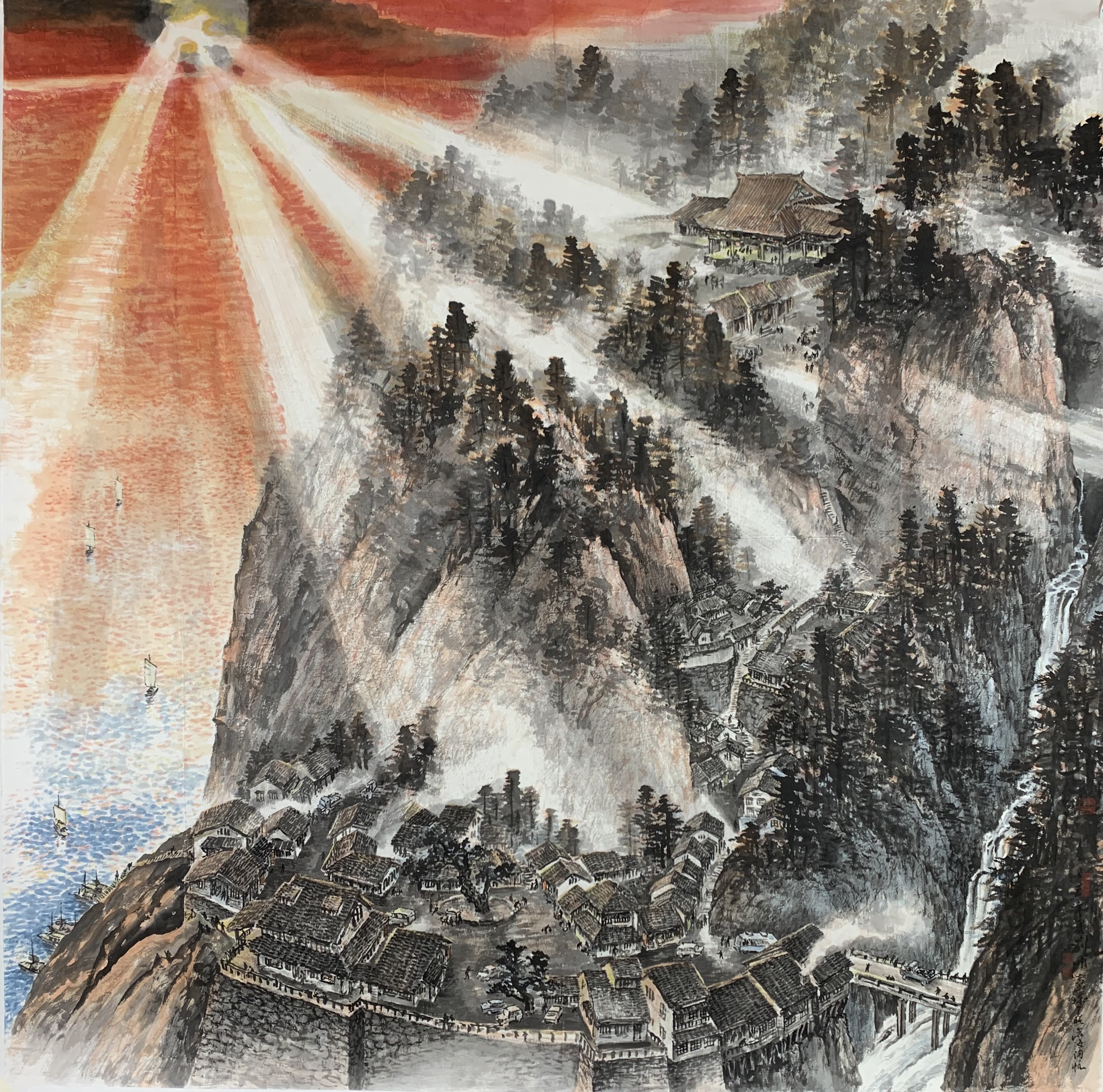
劉墉原創畫作：《山城夕照 滄海歸帆》（2019）

## 生平

### 幼年經歷
劉墉的生父本為浙江人，姓姚，畢業於日本法政大學；劉墉的親生祖父姚筱楼曾任臨安縣知縣。
劉墉自幼被抱養於劉家，由養父劉世駿撫養，所以改姓劉。但1958年劉世駿逝世，當時劉墉才9歲，其後劉墉與養母劉陳淑華相依為命。1962年，劉家中不幸失火。

### 求學歷程
劉墉學歷為臺北市立龍安國民小學畢業、成功高中畢業、國立臺灣師範大學美術學系學士、聖若望大學東亞研究所碩士、哥倫比亞大學博士班研究。
1971年，劉墉獲得中國新詩學會「優秀青年詩人獎」與台師大「進德修業獎」，大學未畢業已與台師大同學畢薇薇結婚。1972年，劉墉臺灣師範大學美術學系畢業、被臺北市立成功高級中學聘為美術教師。
1972年，劉墉主持中國電視公司（中視）益智節目《分秒必爭》，這是他首度主持電視節目。1973年至1977年，劉墉應聘為中國電視公司新聞部製作人與記者。
劉墉應國立歷史博物館之邀參加當代畫家畫展及全國美術展。1976年，製作中視政論節目《時事論壇》（曾獲得第13屆金鐘獎電視金鐘獎社會建設服務獎），並被《綜合電視週刊》選為「最受歡迎電視記者」，隨即辭去中視記者一職。1978年，應聘為中視駐美國代表，被推薦赴美講學，任維吉尼亞州丹維爾美術館駐館藝術家。1980年，成為聖若望大學專任駐校藝術教授；同年把劉軒也帶去美國生活。1984年，獲得全美中華婦女聯合會「傑出貢獻獎」。1985年，進入哥倫比亞大學博士班，主修藝術教育。

### 移居美國
1990年，劉墉移居美國紐約州長島，應廣電基金公共電視節目製播組邀請返回台灣評估公共電視專題節目《中國文明的精神》企劃案。1991年，向聖若望大學請假三年，應廣電基金邀請返回台灣，成立水雲齋文化事業有限公司並自任發行人，擔任廣電基金專題節目《中國文明的精神》腳本編撰工作。同時在台海兩岸從事公益活動，在中國大陸偏遠地區捐建40所希望小學。
劉墉是散文作家。他的散文大概分成兩類，一類是處世散文，另一類是勵志散文，被譯為英文、韓文、越南文、泰文等文字出版。當中有入選國立編譯館國民中學國文教科書的文章，例如《肯定自己》中的〈你自己決定吧〉。
劉墉1964年（15歳）即獲得臺灣省政府教育廳「全省學生美展」大學高中組第二名教育廳長獎。1968年以第一志願考取臺灣師範大學美術學系，1971年獲得系展第一名教育部長獎。1972年應邀參加“亞細亞現代美展”。1974年開始應邀（免審查）“全國美術展”。1978年由國立歷史博物館推薦前往美國巡迴畫展及講學，應聘為維州丹維爾美術館駐館藝術家。1980年開始擔任聖若望大學專任駐校藝術家達十年之久，出版中英文繪畫理論作品十餘種，並在世界各地舉行個展三十餘次，作品由國立歷史博物館、國立國父紀念館、國立中正紀念堂、國立臺灣美術館、浙江美術館、遼寧省博物館及海外許多博物館收藏。

## 家庭
- 妻子：畢薇薇
- 兒子：劉軒（1972年—）
- 女兒：劉倚帆（1989年—）

## 作品

### 文藝理論
- 〈中國繪畫的符號〉1972年
- 〈詩朗誦團體的建立與演出〉1981年
- 《花卉寫生畫法》1983年
- 《山水寫生畫法》1984年
- 《翎毛花卉寫生畫法》1985年
- 《唐詩句典（暨分析）》1986年
- 《白雲堂畫論畫法》1987年
- 《林玉山畫論畫法》1988年
- 〈中國繪畫的省思（專欄）〉1990年
- 〈藝林瑰寶（專欄）〉1990年
- 〈內在的真實與感動〉1991年
- 《中國文明的精神》（三十集）1992年
- 〈屬於這個大時代的麗水精舍〉1995年
- 《劉墉帶你走進故宮的鎮館三寶》2021年

### 畫冊及錄影
- 《歐洲藝術巡禮 （系列）》1977年
- 《芍藥畫譜》1980年
- 《The Real Tranquility（真正的寧靜）》1981年
- 《春之頌》1982年
- 《The Manner of Chinese Flower Painting》
- 《劉墉畫集》1989年
- 《劉墉畫卡》1994年—2002年
- 《劉墉的情與義-山水人物篇》甘肅人美2006年
- 《劉墉的藝術世界-花鳥‧寫生篇》台北羲之堂2011年
- 《劉墉的藝術世界》台北羲之堂2011年
- 《劉墉畫集》（北京人美當代名家畫集大紅袍系列）2015年
- 《書卷江山─劉墉作品集》浙江人美2017年
- 《夢筆生花─劉墉畫集》遼寧省博2018年
- 《花月春風─劉墉花鳥作品集》硅谷亞洲藝術中心2019年
- 《當時明月─龍山寺慶元宵》台北長歌藝術2021年
- 《劉墉帶你走進故宮的鎮館三寶》台北羲之堂2021年
- 《畫我童年》2022年

### 有聲書
- 《從跌倒的地方站起來飛揚》
- 《這個叛逆的年代》
- 《在生命中追尋的愛》

### 譯作
- 《死後的世界》
- 《顫抖的大地》1991年

### 勵志散文
- 《螢窗小語》1973年
- 《螢窗小語②》1974年
- 《螢窗小語③》1975年
- 《螢窗小語④》1976年
- 《螢窗隨筆》1977年
- 《螢窗小語⑤》1978年
- 《螢窗小語⑥》1979年
- 《螢窗小語⑦》1982年
- 《點一盞心燈》1986年
- 《薑花》1986年
- 《超越自己》1989年
- 《創造自己》1990年
- 《紐約客談》1990年
- 《螢窗小語選集》1991年
- 《肯定自己》1991年
- 《屬於那個叛逆的年代》（劉軒原著，劉墉改寫）1993年
- 《衝破人生的冰河》1994年
- 《作個飛翔的美夢》1994年
- 《迎向開闊的人生》1995年
- 《攀上心中的巔峰》1998年
- 《做個快樂讀書人》1999年
- 《抓住屬於你的那顆小星星》2000年
- 《小姐小姐別生氣》2001年
- 《創造超越的人生》2002年
- 《靠自己去成功》2004年
- 《人就這麼一輩子》2003年
- 《該你出頭了》2003年
- 《點燃快樂的爐火》2004年
- 《平凡一點多好》2004年
- 《跨一步，就成功》2005年
- 《展現自己，神采飛揚》2007年
- 《再试一次，就成功》2007年
- 《少爺小姐要爭氣》2010年（有感於《小姐小姐別生氣》專注於小姐而忽略了少爺，於是根據該書作上千處校訂，並加入新文章，重新設計改版編排而成。）

### 人生、處世散文
- 《人生的真相》1992年
- 《冷眼看人生》1993年
- 《我不是教你詐》1995年
- 《我不是教你詐②》1996年
- 《我不是教你詐③》1998年
- 《你不可不知的人性》1999年
- 《面對人生的美麗與哀愁》1999年
- 《你不可不知的人性②》2000年
- 《我不是教你詐④》2001年（內容揭露政治商業內幕）
- 《那條時光流轉的小巷》2002年
- 《點滴在心的處世藝術》2004年
- 《花痴日記》2005年
- 《以詐止詐》2006年
- 《我不是教你詐⑤》2007年（內容揭露醫療內幕）
- 《劉墉生活cafe: 8分鐘教你應對進退》2009年
- 《劉墉生活cafe：8分鐘打造自我大未來》2009年
- 《劉墉生活cafe：8分鐘搞懂孩子的心》2009年
- 《劉墉超強說話術：把話說到心窩裡》2010年
- 《劉墉超強說話術②：把話說到心窩裡2》2010年
- 《劉墉心靈講堂：尋找心靈深處的感動》2011年
- 《劉墉超強說話術③：教你幽默到心田》2011年
- 《劉墉超強說話術④：偷偷說到心深處》2012年
- 《人生百忌：劉墉教你趨吉避凶》2012年
- 《人生百忌②：劉墉教你無往不利》2012年
- 《三言良語》2013年
- 《人生百忌③：劉墉教你透視人心》2014年
- 《劉墉談處世的四十堂課》2018年
- 《劉墉談親子教育的四十堂課》2019年
- 《千萬別養出個媽寶》2022年

### 愛情、心靈散文
- 《真正的寧靜》1980年
- 《四情》1989年
- 《愛就注定了一生的漂泊》1992年
- 《生死愛恨一念間》1993年
- 《離合悲歡總是緣》1994年
- 《把握我們有限的今生》1995年
- 《在生命中追尋的愛》1995年
- 《生生世世未了緣》1996年
- 《尋找一個有苦難的天堂》1997年
- 《在靈魂居住的地方》1997年
- 《對錯都是為了愛》1998年
- 《一生能有多少愛》1999年
- 《愛何必百分百》2000年
- 《愛又何必矜持》2001年
- 《不要累死你的愛》2002年
- 《愛原來可以如此豁達》2003年
- 《愛不厭詐》2003年
- 《爱，因为抓不住》2005年
- 《爱為什麼總矛盾》2005年
- 《聆听心灵的声音》2006年
- 《爱是一種美麗的疼痛》2007年
- 《愛要一生的驚艷》2008年
- 《人生是小小又大大的一條河：劉墉那些吃苦也像享樂的心靈故事》2015年
- 《年輕不老，老得年輕：劉墉寫給中老年人的勵志處世書》2016年
- 《浴火少年》2017年
- 《爸爸不會哭》2020年

### 幽默散文
- 《小生大蓋》1984年
- 《教你幽默到心田》2002年

### 溝通及語言藝術
- 《創造雙贏的溝通》（與劉軒合著）1997年
- 《把話說到心窩裡》2000年
- 《把話說到心窩裡②》2001年
- 《偷偷說到心深處》2006年

### 小說、寓言故事
- 《抓住心靈的震顫》1996年
- 《殺手正傳》1997年
- 《因為年輕所以流浪》2001年
- 《母親的傷痕》2003年
- 《啊啊—雁行到我家》2010年
- 《尋找心靈深處的感動》2011年
- 《小沙彌遇見劉墉》2020年
- 《我們靠自己》2021年

### 工具書
- 《花卉寫生畫法》1983年
- 《劉墉山水寫生畫法》1984年
- 《劉墉翎毛花卉寫生畫法》1985年
- 《劉墉畫集》1985年
- 《唐詩句典》1986年
- 《白雲堂畫論畫法》1987年
- 《黃君璧百葉畫集》1987年
- 《林玉山畫論畫法》1988年
- 《漢字有意思》2016年
- 《漢字有意思②》2018年

## 電視節目
- 台灣及金馬地區電視聯播節目《全民自強晚會》（1972年播出）
- 中國電視公司益智節目《分秒必爭》（播出期間：1971年11月30日至1974年4月5日）
- 中國電視公司新聞節目《時事論壇》（1976年播出）
- 中國電視公司新聞節目《音樂之窗》（1976年播出）──由藤田梓製作劉墉主持之《音樂之窗》獲得紐約「國際電影電視節」最佳音樂文化節目金牌獎。
- 中國電視公司藝文節目《歐洲藝術巡禮》（1977年播出）
- 紐約海外電視公司專輯節目《中國繪畫技法》（1987年播出）
- 凤凰卫视中文台談話節目《世说心语》（播出期間：2008年7月21日起半年）──采取深入浅出和很生活的方式谈处世、教育、爱情和励志，第一集到第三十六集为处世系列中的「说话篇」。
- 台灣公共電視《漢字好好玩》系列（2015年播出）

## 畫展
- 《中華民國千人美展》1982年（應邀於台南市政府舉行）
- 《劉墉師生畫展》1983年（應邀於紐約聖若望大學舉行）
- 《紐約華裔畫家作品展》1983年（應邀於紐約東方畫廊舉行）
- 《中華海外藝術家聯展》1984年（應邀於台北市立美術館舉行）
- 《國畫西畫名家聯展》1984年（應邀於台南市政府舉行）
- 《劉墉師生畫展》1985年（應邀於紐約第安德斯畫廊舉行）
- 《國際水墨畫特展》1985年（應邀於台北市立美術館舉行）
- 《中華民國美術發展展》1988年（應邀於台灣省立美術館舉行）
- 《劉墉個展》1989年（應邀於台北新生畫廊舉行）
- 《黃山歸來——劉墉個展》1990年（應邀於台北有熊氏藝術中心舉行）
- 《當代名家國畫油畫大展》1993年（應邀於台北中正紀念堂舉行）
- 《海外名家畫展》2001年（應邀於紐約中華藝廊舉行）
- 《劉墉花痴日記個人畫展》2010年（應邀於台北國際藝術博覽會舉行）
- 《百歲百畫──台灣當代畫家邀請展》2011年（應邀於台北國父紀念館舉行）
- 《劉墉的藝術世界》2011年（應邀於台北國父紀念館舉行）
- 《一池硯水太平洋——中國水墨畫在美國的創新》2013年（應邀於浙江美術館舉行）
- 《美麗台灣──台灣近現代名家經典作品展》2013年（應邀於北京中國美術館及上海中華藝術宮舉行）
- 《水雲氤夢——劉墉藝術展》2015年（應邀於北京畫院美術館舉行）
- 《劉墉藝術作品學術研討會》2015年（應邀於北京畫院舉行）──由賈方舟主持，藝術評論家薛永年、劉曦林、郎紹君、鄭工、王瑞廷、鄧平祥、陳劍瀾、彭鋒、邵大箴、尚輝等人出席研討
- 《夢筆生畫──劉墉畫展》2015年（應邀於美國硅谷亞洲藝術中心舉行）
- 《劉墉藝術作品學術研討會》2015年（應邀於美國硅谷亞洲藝術中心舉行）
- 《百年華人繪畫巡迴展》2016年（應邀於山東美術館和長流美術館舉行）
- 《書卷江山——劉墉作品展》2017年（應邀於浙江省美術館舉行）
- 《劉墉藝術作品學術研討會》2017年（應邀於浙江省美術館舉行）
- 《夢筆生花──劉墉畫展》2018年（應邀於遼寧省博物館舉行）
- 《花月春風──劉墉花鳥畫展》2019年（應邀於上海中心大廈舉行）
- 《與花傳神畫展》2021年（應邀於長歌藝術中心舉行）
- 《作家筆墨（當文學與美學遇合）畫展》2021年（應邀於長歌藝術中心舉行）
- 《公望富春共繪新圖展》2021年（應邀於杭州市富陽公望美術館舉行）
- 《中國美術協會90週年大展》2021年（應邀於台北中正紀念堂舉行）
- 《畫我童年》2022年（應邀於台北溫州街的「大院子」舉行）
- 《哪個花鳥不多情──劉墉的工筆世界》2023年（應邀於美國硅谷亞洲藝術中心舉行）

## 獲獎記錄
- 獲“中國新詩學會”頒發“優秀青年詩人獎”（1971年）
- 獲中國話劇欣賞演出委員會頒發最佳男演員“金鼎獎”（1971年）
- 製作並主持台灣中視《時事論壇》節目，獲金鐘獎（1976年）
- 《螢窗小語》由國防部選印為官兵優良讀物。獲國防部榮譽紀念狀（1976年）
- 由藤田梓製作，劉墉主持之《音樂之窗》（中國電視公司節目）獲得紐約「國際電影電視節」最佳音樂文化節目金牌獎（1976年）
- 獲《綜合電視週刊》讀者票選為最受歡迎電視記者（1977年）
- 獲全美中華婦女聯合會頒傑出貢獻獎（1984年）
- 獲台南市長頒“台南市鑰”（1994年）
- 當選金石堂“年度風雲人物”。《迎向開闊的人生》獲選為“年度最具影響力的書”（1996年）
- 獲內政部頒發“特別志願服務獎章”（1996年）